# Scenariu
Scenariu- este un proiect literar  de realizare a unui posibil film.
Scenariul este un text care cuprinde succint subiectul unui film sau al unui spectacol, repartizat în secvențe.

Există mai multe stadii cronologice de elaborare a oricărui scenariu :
1. Sinopsis, care este un rezumat concis al unui subiect pentru un viitor scenariu literar;
2. Scenariu literar, care este povestirea dezvoltată a  subiectului abordat și expus inițial în formă de Sinopsis, imaginată, redactată și oferită unui producător ca bază literară pentru un posibil film, în care autorul propune o anume acțiune în a cărei desfășurare sunt angrenate diverse personaje în mișcare - fie reale, fie numai inspirate din realitate, sau complet fictive - în a căror evoluție și pentru a căror caracterizare este utilizat și dialogul, și în care autorul sugereaza, potrivit viziunii sale,  o anume structură dramaturgică pentru un posibil viitor film, de o anumită durată. Scenariul literar - sau   povestea - este un proiect care pe parcursul eventualei transpuneri în film poate suferi deseori felurite modificări, completări ori transformări structurale, uneori esențiale, din varii motive specifice procesului propriu-zis de creație și - sau - de producție a filmului, generate, uneori, fie de unele cerințe ale producătorului, fie de elemente specifice viziunii artistic - cinematografice a creatorului de facto al filmului, teatrului, regizorul. 
 Scenariu literar  este un proiect specific cinematografiei, destinat fiind doar posibilei realizări a unui film, urmând a fi adus la cunoștința publicului doar prin film, în măsura în care acesta îl conține astfel cum a fost scris, ori schimbat, sau modificat, având în vedere faptul că scenariul literar nu este o operă destinată valorificării prin tipărire și publicare în librării; pe același subiect, ori despre aceeași întâmplare pot fi scrise scenarii literare diferite, de către autori diferiți, acestea deosebindu-se prin modul propriu  de abordare a aceluiași subiect și prin viziunea proprie fiecărui autor asupra desfășurării acțiunii, a conflictului, a deznodământului, precum și a evoluției relației dintre personaje.
3. Scenariul regizoral, care cuprinde povestea literară - cu sau fără modificări, adăugiri sau restructurări dramaturgice - redactată în limbaj cinematografic specific, necesar pregătirii,  organizării și producerii propriuzise a viitorului film :  pe secvențe, în  ordinea acestora și cu durata fiecăreia în economia filmului,  cu dialoguri, cu precizarea obiectivelor de filmare, a unor locuri de filmare, cu precizarea elementelor de timp, de anotimp, de epocă - după caz - de ambianțe, precum și cu specificarea unor eventuale efecte mai speciale.  
4. Decupajul, care este alcătuit după finalizarea
 Scenariului regizoral , și care cuprinde toate indicațiile de ordin tehnic cinematografic ; Decupajul este în mare parte "oglinda" viitorului film, fiind încredințat principalilor colaboratori ai regizorului din cadrul echipe de filmare alcatuită în vederea realizării filmului, conținand precizări amanunțite cu privire la : lungimea (durata) secvențelor, durata fiecarui cadru, la unghiulație, la mișcările de aparat, detalii privind decorurile, costumele, recuzita, trucajele, factura imaginii și a viitoarei coloane sonore etc.  
 Scenariul regizoral  și  Decupajul  sunt lucrări diferite, care aparțin în exclusivitate de viziunea artistică și de creația regizorului viitorului film, ambele putând fi modificate, completate, chiar refăcute structural pe tot parcursul procesului de realizare (de pregătire, de filmare și de producție propriu-zisa) a viitorului film. 
Un  Scenariu  propus unui producător, în vederea realizării unui viitor film, poate fi un proiect literar de sine stătător, scris ca atare, sau pate fi inspirat dintr-o altă operă literară ( nuvelă, roman, piesă de teatru) aparținând unui scriitor -  ecranizare  -  fiind astfel adaptarea unei lucrări literare publicate anterior, epice sau dramatice. În astfel de cazuri regula este ca scenariul să respecte în cea mai mare parte tema și spiritul operei literare  ecranizate , adaptate. Funcție și de această regulă scenariul poate fi cel care aduce succesul  ecranizării  unei opere literare pre-existente.